# Higashimatsuyama
Higashimatsuyama (東松山市, Higashimatsuyama-shi) est une ville située dans la préfecture de Saitama, au Japon.

## Toponymie
Le toponyme « Higashimatsuyama » signifie « Est de la montagne aux pins ».

## Géographie

### Situation
Higashimatsuyama est située dans le centre de la préfecture de Saitama.

### Municipalités limitrophes
| Namegawa | Kumagaya         | Yoshimi  |
| Ranzan   | Higashimatsuyama | Yoshimi  |
| Hatoyama | Sakado           | Kawajima |

### Démographie
En avril 2021, la population de la ville de Higashimatsuyama était de 90 297 habitants, répartis sur une superficie de 65,35 km2.

## Histoire
Le bourg moderne de Higashimatsuyama est créé le 1er avril 1889. Il a acquis le statut officiel de ville le 1er juillet 1954 après l'absorption des anciens villages d'Ooka, Karako, Takasaka et Nomoto.

## Culture locale et patrimoine

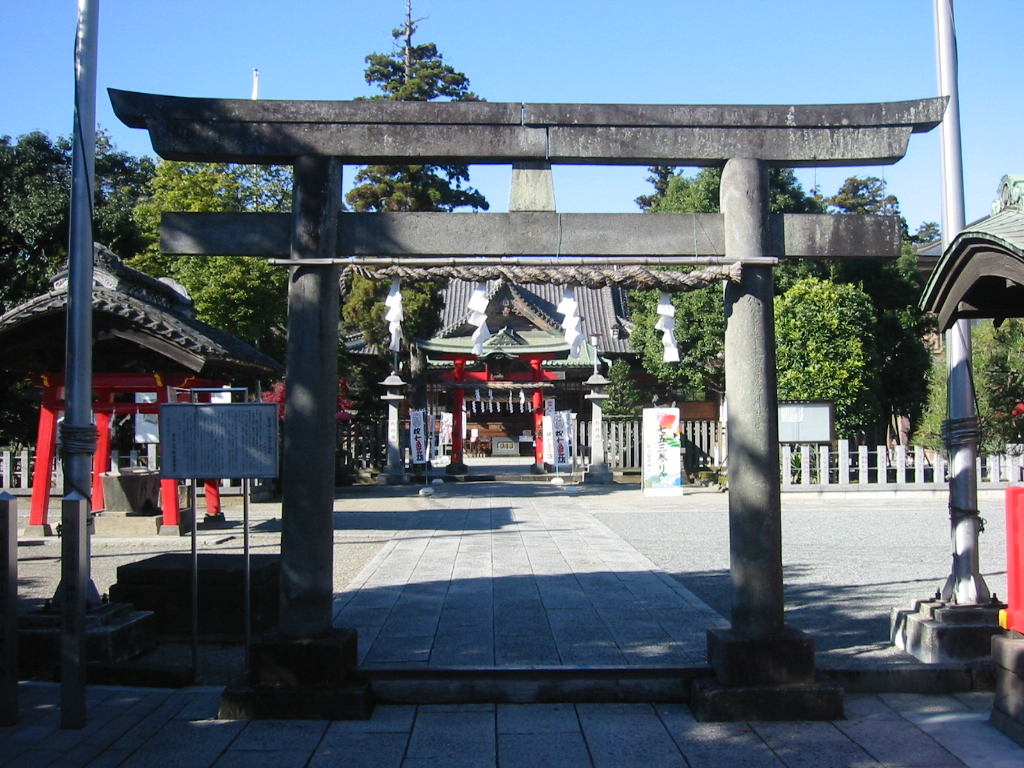
Sanctuaire Yakyū inari.

- Sanctuaire Yakyū inari

## Transports
Higashikagawa est desservie par la ligne Tōjō de la compagnie Tōbu.

## Jumelage
Higashikagawa est jumelée avec  Nimègue (Pays-Bas) depuis 1996.